# Úszik a csigaház
Az Úszik a csigaház a Vízipók-csodapók című rajzfilmsorozat második évadának első epizódja. A forgatókönyvet Kertész György írta.

## Cselekmény
Vízipók arra ébred, hogy hideg víz folyik téli lakhelyébe, a csigaházba. A hóolvadástól megáradt víz magával sodorja úszni nem tudó ismerőseit is. A vészhelyzetre bizony mindenki másképp reagál.

## Alkotók
- Rendezte és tervezte: Szabó Szabolcs, Haui József
- Írta: Kertész György
- Dramaturg: Bálint Ágnes
- Zenéjét szerezte: Pethő Zsolt
- Operatőr: Polyák Sándor
- Segédoperatőr: Pethes Zsolt
- Hangmérnök: Bársony Péter
- Hangasszisztens: Zsebényi Béla
- Vágó: Czipauer János
- Háttér: Neuberger Gizella
- Rajzolták: Hernádi Oszkár, Katona János, Liliom Károly, Lőrincz László, Vágó Sándor, Váry Ágnes
- Kihúzók és kifestők: Gömöry Dorottya, Gulyás Kis Ágnes
- Színes technika: György Erzsébet
- Gyártásvezető: Vécsy Veronika
- Produkciós vezető: Mikulás Ferenc

Készítette a Magyar Televízió megbízásából a Pannónia Filmstúdió és a Kecskeméti Filmstúdió

## Szereplők
- Vízipók: Pathó István
- Keresztespók: Harkányi Endre
- Katica: Gyurkovics Zsuzsa
- Hőscincér: Paudits Béla
- Ormányos bogár: Miklósy György
- Legyek: Békés Itala, Mányai Zsuzsa